# 충주시·중원군 (1963년 선거구)
충주시·중원군은 대한민국의 옛 국회의원 선거구이다. 당시 충청북도 충주시와 중원군 지역을 관할했다.

## 역사
제6대 국회의원 선거를 앞두고 충주시 선거구와 중원군 선거구가 통합되면서 신설되었다.
제9대 국회의원 선거를 앞두고 제천군·단양군 선거구와 통합되면서 충주시·중원군·제천군·단양군 선거구를 이루게 됨에 따라 폐지되었다.

## 역대 국회의원
| 선거   | 정당 | 정당       | 의원   |
| ------ | ---- | ---------- | ------ |
| 1963년 |      | 자유민주당 | 이희승 |
| 1967년 |      | 민주공화당 | 이종근 |
| 1971년 |      | 신민당     | 이택희 |

## 역대 선거 결과

### 대한민국 제6대 국회의원 선거
|  | 38.85% |

|  | 31.81% |

|  | 18.28% |

|  | 5.76% |

|  | 3.78% |

|  | 1.50% |

### 대한민국 제7대 국회의원 선거
|  | 67.72% |

|  | 21.18% |

|  | 8.65% |

|  | 1.53% |

|  | 0.91% |

### 대한민국 제8대 국회의원 선거
|  | 50.82% |

|  | 48.68% |

|  | 0.49% |